# ليتل ستوتون (بيدفوردشير)
ليتل ستوتون (بالإنجليزية: Little Staughton)‏ هي قرية وأبرشية مدنية تقع في المملكة المتحدة في إنجلترا.